# Tumpok Aceh
Tumpok Aceh is een bestuurslaag in het regentschap Aceh Utara van de provincie Atjeh, Indonesië. Tumpok Aceh telt 108 inwoners (volkstelling 2010).